# Rudraprayag
Rudraprayag es una ciudad y  municipio situada en el distrito de Rudraprayag,  en el estado de Uttarakhand (India). Su población es de 9313 habitantes (2011). Se encuentra en la confluencia de los ríos Alaknanda y el Mandakini.

## Demografía
Según el censo de 2011 la población de Rudraprayag era de 9313 habitantes, de los cuales 5240 eran hombres y 4073 eran mujeres. Rudraprayag tiene una tasa media de alfabetización del 89,42%, superior a la media estatal del 78,82%: la alfabetización masculina es del 93,43%, y la alfabetización femenina del 84,24%.